# Ankanaikanahalli Kaval, Arkalgud
Ankanaikanahalli Kaval là một làng thuộc tehsil Arkalgud, huyện Hassan, bang Karnataka, Ấn Độ.